# Mallada vartianorum
Mallada vartianorum är en insektsart som först beskrevs av Hölzel 1973.  Mallada vartianorum ingår i släktet Mallada och familjen guldögonsländor. Inga underarter finns listade i Catalogue of Life.